# Youth in Oregon
Pour plus de détails, voir Fiche technique et Distribution.
Youth in Oregon est une comédie dramatique américaine réalisée par Joel David Moore et sortie en 2016. 

## Fiche technique
- Titre original : Youth in Oregon
- Titre français : Youth in Oregon
- Réalisation : Joel David Moore
- Scénario : Andrew Eisen
- Photographie : Ross Riege
- Montage : Ross Riege
- Musique : Joel P. West
- Pays d'origine : États-Unis
- Langue originale : anglais
- Format : couleur
- Genre : comédie dramatique
- Durée : 105 minutes
- Dates de sortie :
  - États-Unis : 16 avril 2016

## Distribution
- Frank Langella : Raymond
- Billy Crudup : Brian
- Christina Applegate : Kate
- Mary Kay Place : Estelle
- Josh Lucas : Danny
- Nicola Peltz : Annie
- Alex Shaffer : Nick
- Maryann Plunkett : Maryanne
- Robert Hogan : Peter
- Keenan Jolliff : Colt
- James Murtaugh : Dr. Feldstein
- Michael Godere : Tom
- Geoffrey Owens : Dr. Roma
- Aaron Yoo : le commis au motel
- Ann Harada : l'aide compatissante
- Jimmy Palumbo : Marv
- Will Janowitz : Ralph
- Rebecca Blumhagen : Ava
- Alberto Bonilla : Accented Waiter
- Odiseas Georgiadis : Male Student
- Javier Spivey : Effete Student
- Nilaja Sun : Secretary
- Matthew A. Jacobs : Concerned Trucker
- Edward Hibbert : Audubon Expert (voix)
- Austen Eisenberg : Child (non créditée)
- Carla Quevedo : Gilda (non créditée)
- Victoria Vitkowsky-Bennett : Co-ed (non créditée)